# 蒙馬特

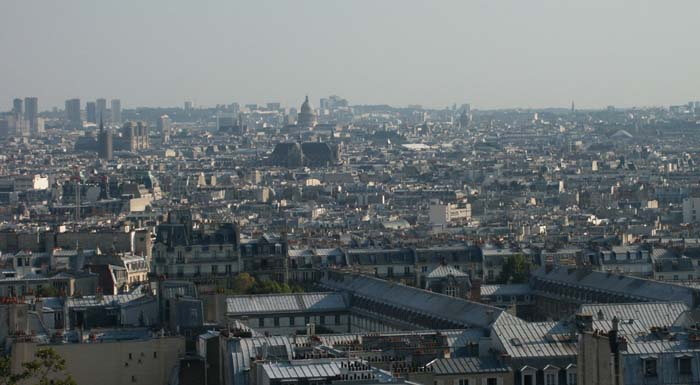
從蒙馬特鳥瞰巴黎市區

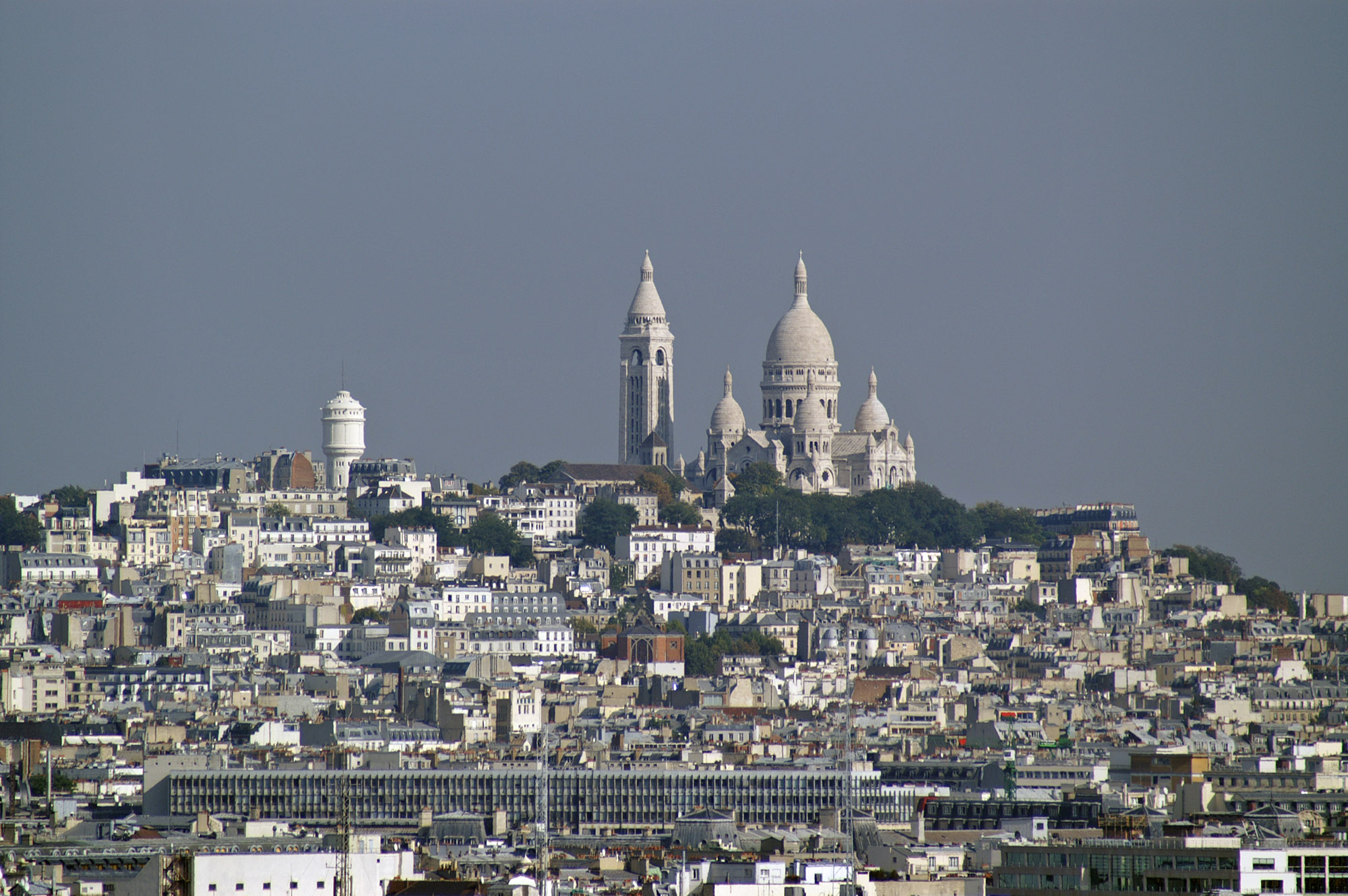
遠眺蒙馬特，山頂位置為聖心堂

蒙馬特（法語：Montmartre），又译蒙马特尔，是位於法國巴黎市十八區的一座130公尺高的山丘，在塞納河的右岸。蒙馬特高地著名的旅遊景點有白色圓頂的聖心堂、圣伯多禄堂（L'église Saint-Pierre）、小丘廣場（Place du Tertre）、皮加勒廣場（Place Pigalle）、紅磨坊（Moulin Rouge）、狡兔酒吧（Le lapin agile）、浣衣舫（Le bateau Lavoir）和愛牆等。
許多藝術家都曾經在蒙馬特進行創作活動，包括西班牙畫家薩爾瓦多·達利、義大利畫家阿梅代奥·莫迪利亚尼、克勞德·莫內、巴勃羅·畢卡索與文森·梵谷等人。蒙馬特也出現《三日殺戮》等許多電影場景中，很多影迷慕名而來。
人們搭乘地鐵巴黎地鐵2號線在安特衛普站與皮加勒站,或者搭乘巴黎地鐵12號線在阿貝斯站、拉馬克-戈蘭古站與于勒·若夫蘭站出地鐵站,即可抵達蒙馬特。從地鐵2號線皮加勒站出來,就可以看紅磨坊（Moulin Rouge）。

## 名稱的由來
地名學中的“蒙斯馬蒂斯”（Mons Martis，意為“戰神的山丘”）在墨洛溫王朝時代仍然存在，這個名稱在基督化後變成蒙馬特，象徵烈士之山，為了紀念聖丹尼斯於250年左右在這座山上被處死。聖丹尼斯是巴黎主教也是法國的主保聖人。
這座山的宗教象徵意義被認為更加古老，因為它可能曾經是德魯伊的神聖場所，因為蒙馬特是這個地區的最高點。不過目前沒有發現任何考古證據來支持這種說法。
在18世紀和19世紀期間，蒙馬特產出許多石膏。一枚牙齒化石被喬治·居維葉鑑定屬於一種已經滅絕的馬，他稱之為「古動物」（Palaeotherium） 。整隻動物的骨骼後來在1825年被發現。

## 19世紀

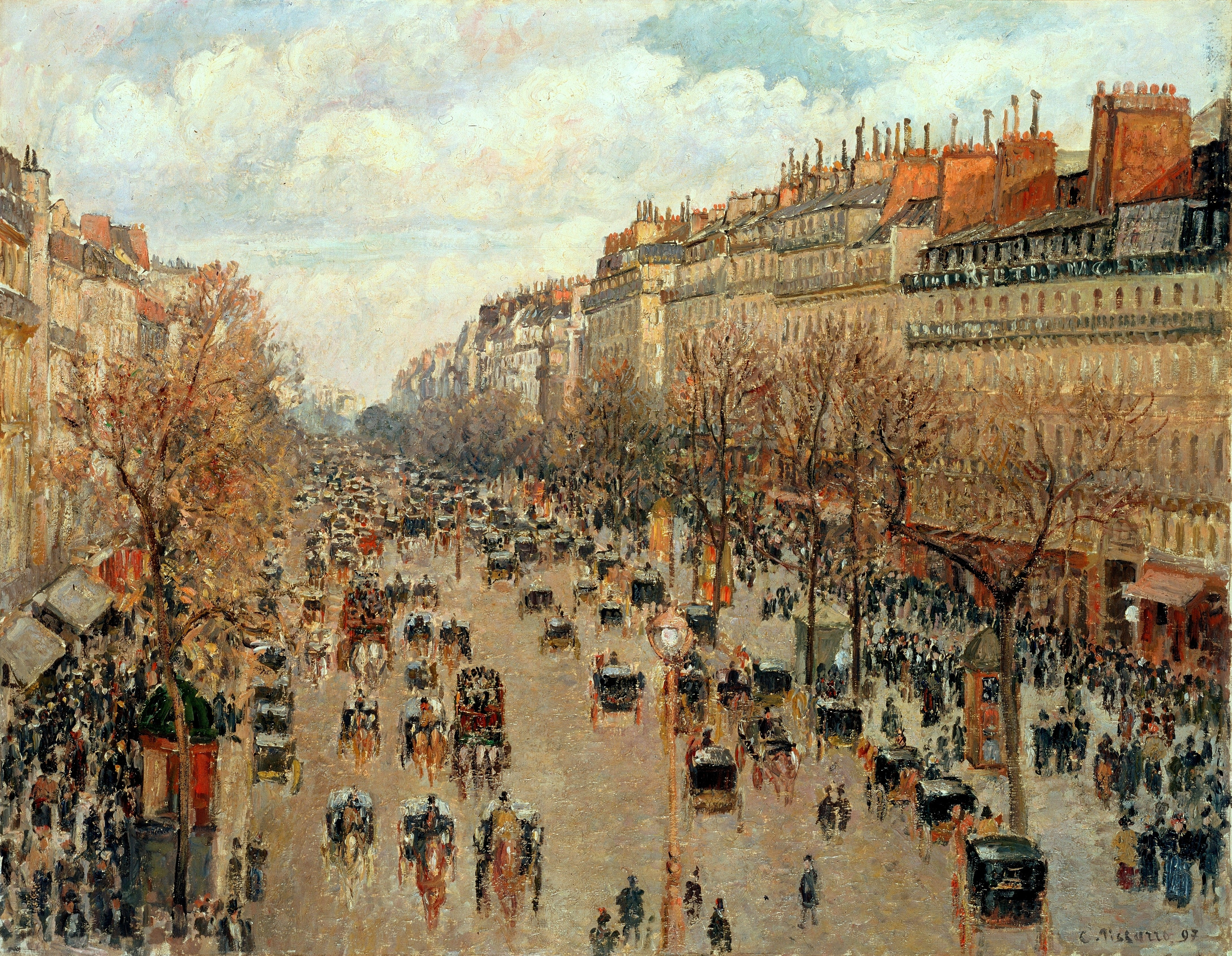
畢沙羅於1897年創作的畫作《蒙馬特大道》，描繪他從旅館向外俯瞰的蒙馬特大道景色

拿破崙三世與他的城市規劃師奧斯曼男爵計劃將巴黎變成歐洲最美麗的城市，而第一步是給予奧斯曼的朋友和財務支持者大量城市中央的土地。這也讓原本的居民移動到城市的邊緣：克利希地區、拉维莱特地区（La Villette）及可以俯瞰城市的蒙馬特。
俄羅斯人在巴黎遭到佔領時入侵蒙馬特，並利用蒙馬特的海拔高度來砲擊巴黎市區。
蒙馬特由於位在城市的範圍之外，所以不必支付稅金給巴黎市，於是蒙馬特很快就成為一個受歡迎的飲酒區域。這個地區發展在19世紀末及20世紀初已經成為一個不受約束，且頹廢的娛樂中心。紅磨坊的歌舞表演受到廣泛的歡迎，而藝術家、歌唱家與演員也經常出現在黑貓夜總會，包括伊薇特·吉尔贝（Yvette Guilbert）、Marcelle Lender、阿里斯蒂德·布吕昂（Aristide Bruant）、露易丝·韦伯（Louise Weber）、弗雷埃尔（Fréhel）、米丝廷盖特（Mistinguett）、雅内·阿夫里尔（Jane Avril）。
位於蒙馬特山頂的聖心堂在19世紀開始動工，被定義為「對巴黎公社社員所犯下罪行的補償」，並且紀念1871年普法戰爭的法國犧牲者。它的白色圓頂是巴黎一個非常明顯的地標，而下方則是充滿藝術家的小丘廣場。
未來的法國政治家喬治·克列孟梭（1841年至1929年）當時則是蒙馬特的市長，並從此開始他的政治生涯。

## 藝術家聚集

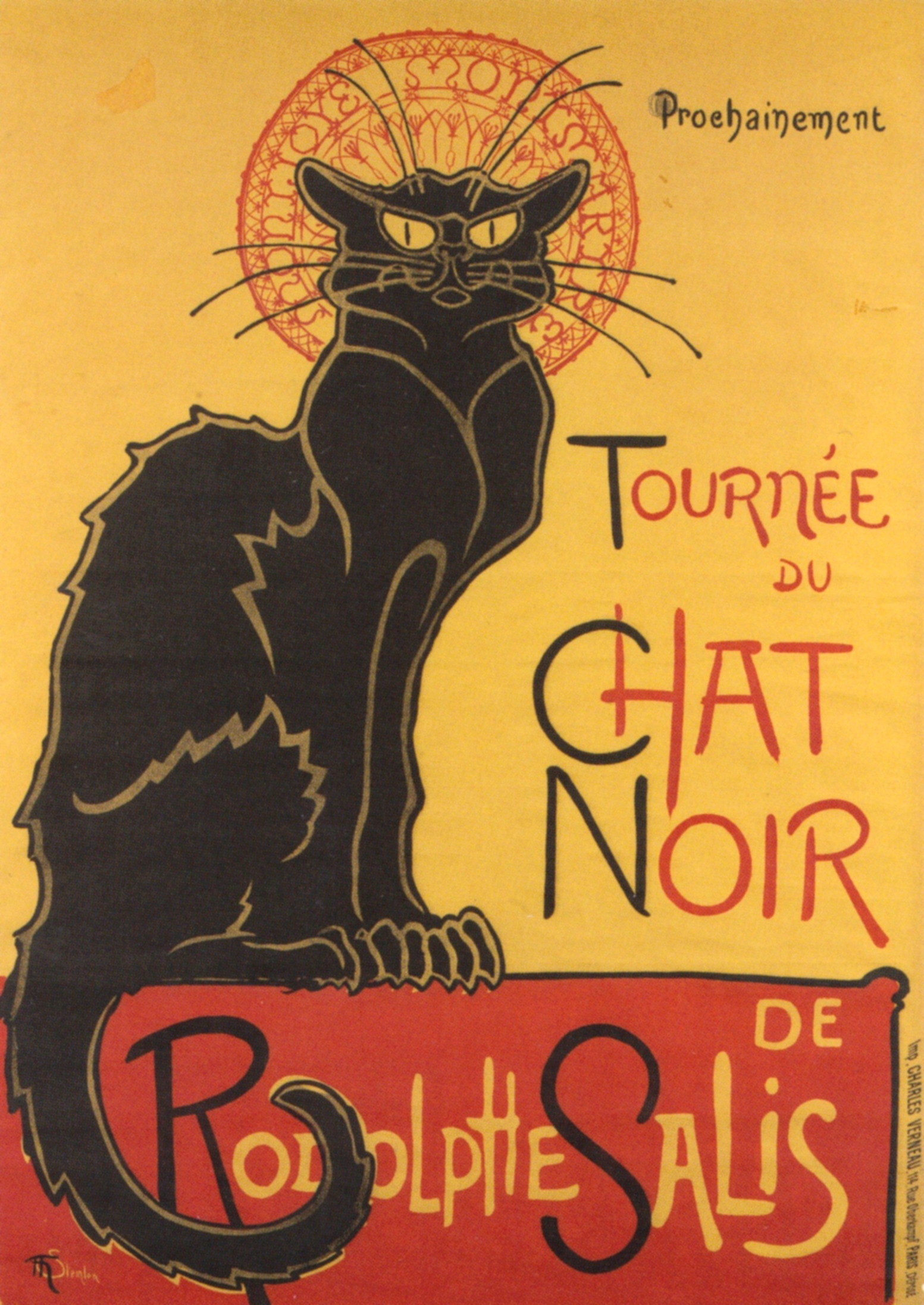
特奥菲尔·斯坦伦設計的1896年黑貓夜總會海報，目前收藏於紐澤西州立大學

19世紀中葉的藝術家，例如约翰·戎金（Johan Jongkind）與卡米耶·畢沙羅都曾居住在蒙馬特。到了19世紀末，蒙馬特及左岸的蒙帕納斯（Montparnasse）已成為巴黎主要的藝術中心。餐廳煎餅磨坊（le Moulin de la Galette）則在舊風車附近的山頂上開業。
巴勃羅·畢卡索、阿梅代奥·莫迪利亚尼與其他貧困藝術家在1904年至1909年間曾生活在一骯髒的建築物洗濯船裡。
那比派等藝術家團體在此形成，而文森·梵谷、維雍（Jacques Villon）、雷蒙·杜尚-维庸（Raymond Duchamp-Villon）、亨利·馬蒂斯、安德烈·德蘭、苏珊·瓦拉东（Suzanne Valadon）、皮耶-奧古斯特·雷諾瓦、愛德加·竇加、尤特里羅（Maurice Utrillo）、亨利·德·土魯斯-羅特列克、特奥菲尔·斯坦伦（Theophile Steinlen）與阿尔弗雷德·雅里（Alfred Jarry）等藝文人士及美籍非裔的朗斯頓·休斯都在蒙馬特工作，並從這裡獲得部分的創作靈感。
包括艾瑞克·薩提（黑貓夜總會的鋼琴師）在內的作曲家也住在這個地區。
最後一個波希米亞主義的蒙馬特藝術家是让·保罗（Gen Paul，1895年至1975年），也出生在蒙馬特。他的表現主義版畫因為受到拉乌尔·杜菲很大的影響，有時也會描繪風景如畫的蒙馬特。

## 現代

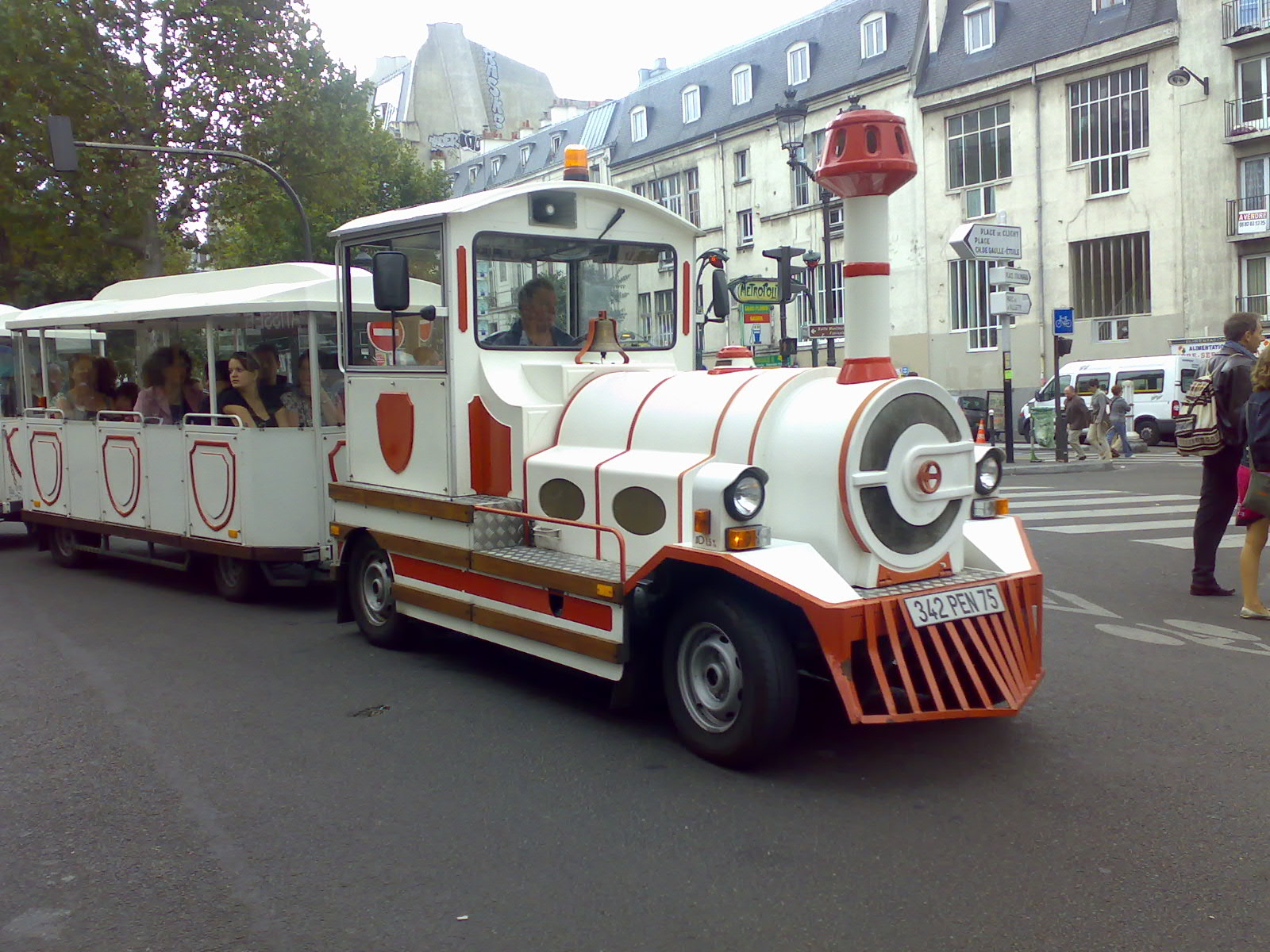
蒙馬特觀光巴士會在紅磨坊附近繞圈子

法國著名的流行歌手夏尔·阿兹纳武尔（Charles Aznavour）在1965年創作《波希米亞人》這首歌來回憶他在蒙馬特的年輕歲月。
尤特里羅曾經住過的房子目前被改裝成蒙馬特博物館。許多著名藝術家都葬在蒙馬特公墓（Cimetière de Montmartre）與圣樊尚公墓（Cimetière Saint-Vincent）。蒙馬特是目前官方指定的歷史街區，僅允許有限度的開發來保持歷史特色。
蒙馬特纜車這條纜索鐵路路線是由巴黎大眾運輸公司來管理，而旅客可以搭車從山丘南邊上山。蒙馬特西南側是紅燈區皮加勒，這個地區目前則是以各種各樣的搖滾樂樂器店而聞名，也有一些演奏搖滾樂的音樂廳。
聖文森街仍有一座葡萄園，這延續了法國法蘭西島生產葡萄酒的傳統，它每年的產量大約500公升。